# Creamware

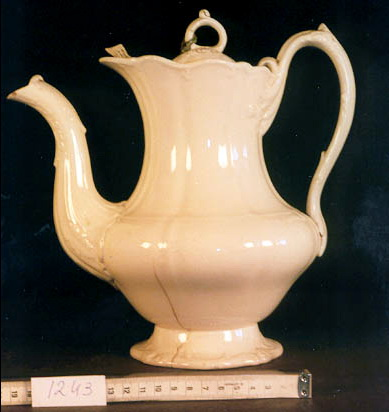
Bule de Chá em creamware (1859)

Creamware é uma cerâmica refinada, de coloração creme com esmalte de chumbo vítreo brilhante. Original da Inglaterra, foi criado em 1762 por Josiah Wedgewood. As louças do tipo creamware eram muito usadas até a metade do século XVIII. Foram apelidadas de Queen's ware por um tempo. Mas com a criação, em 1779, de um novo tipo de louça de uma cerâmica refinada perolada, chamadas de pearlware, reduziu consideravelmente o uso de louças do tipo creamware. As louças creamware ainda são produzidas por fábricas europeias.
Variações de creamware, conhecidas como "louça tortoiseshell" ou "louça de Whieldon", foram desenvolvidas pelo mestre oleiro Thomas Whieldon e tinham manchas coloridas sob o esmalte.

## História

### Origem
Josiah Wedgwood, ceramista inglês, na procura de imitar as cerâmicas chinesas. substituiu o sal marinho por chumbo nas fórmulas das faianças, o que acarretou a cor amarelada. As primeiras peças fabricadas eram de uma coloração creme profunda. Após 1780, as peças creamware tiveram uma drástica diferença na coloração, passando para um creme pálido, mas nas fendas, a coloração eram mais amareladas ou esverdeadas.
As cerâmicas creamware eram menos porosas e se mostraram muito boas para louças de mesa, não conseguiram se assemelhar as cerâmicas chinesas, mas seu baixo custo ajudou a ser muito popular internacionalmente.

### Desenvolvimento
Creamware foi produzido pela primeira um pouco antes de 1740. Nesse período o pó de chumbo ou galena era misturado com uma certa quantidade de pedra calcinada moída, espalhado na louça, que então recebia sua primeira e única queima. Esse método inicial era insatisfatório porque o pó de chumbo produzia envenenamento entre os oleiros e a trituração de pedras de sílex causava uma doença conhecida como podridão do oleiro.
Por volta de 1740, um esmalte fluido no qual os ingredientes eram misturados e moídos em água foi inventado, possivelmente por Enoch Booth de Tunstall, Staffordshire. Essa informação é envolta em polêmicas.

O principal pioneiro da creamware nas Olarias de Staffordshire foi Thomas Whieldon. Embora ele tenha sido vastamente associado à tortoiseshell ele também produzia uma grande variedade de creamware. Ele mencionou pela primeira vez 'Cream Color' em 1749.

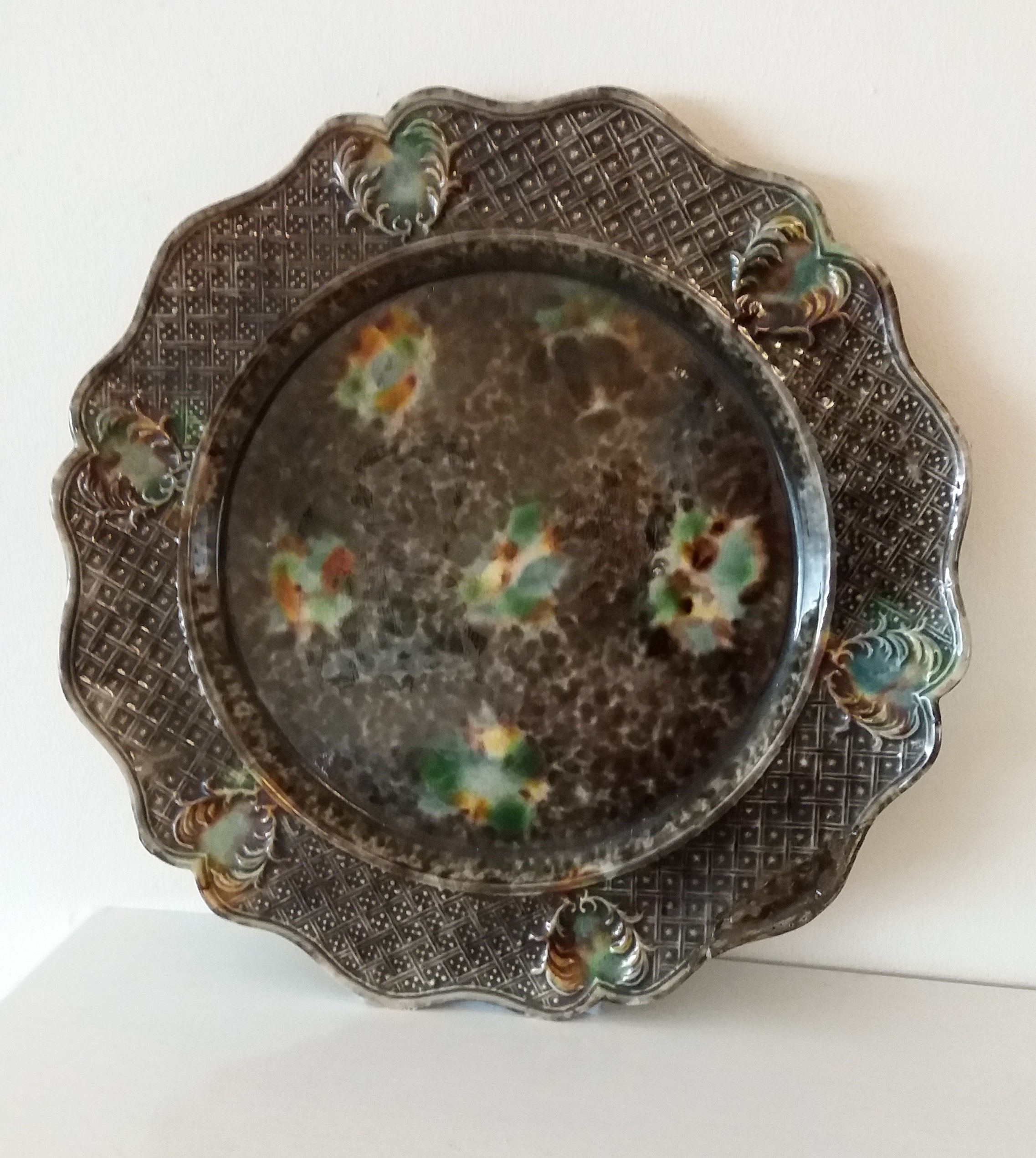
Prato decorado com o método tortoiseshell. Talvez da fábrica de Thomas Whieldon, mas não atribuível.

O jovem Josiah Wedgwood foi sócio de Thomas Whieldon de 1754 a 1759 e depois que Wedgwood partiu para se estabelecer de forma independente em Ivy House, ele direcionou seus esforços para o desenvolvimento de creamware.
Wedgwood melhorou a creamware ao adicionar caulino no corpo e no esmalte da peça e, assim, foi capaz de produzir uma creamware de uma cor muito mais pálida e clara, além de uma peça mais forte e trabalhada de forma mais delicada, aperfeiçoando a técnica por volta de 1770. Sua creamware de qualidade superior, conhecida como "louça da rainha", foi fornecida à rainha Carlota e à Catarina, a Grande, e mais tarde tornou-se extremamente popular.

### Difusão
A creamware era conhecida na França como faïence fine, na Holanda como Engels porselein e na Itália como terraglia inglese ou creta all'uso inglese ("cerâmica à maneira inglesa"). Elas foram produzidos em muitas fábricas, inclusive na fábrica de porcelana de Capodimonte, em Nápoles.

### Declínio
O apogeu da creamware começou por volta de 1770 até o surgimento das pearlwares pintadas, das white wares e das stone chinas no período entre 1810 e 1825. Embora a creamware continuasse a ser produzida após as duas primeiras décadas do século XIX, ela não tinha mais destaque no mercado como antigamente.

## Produção

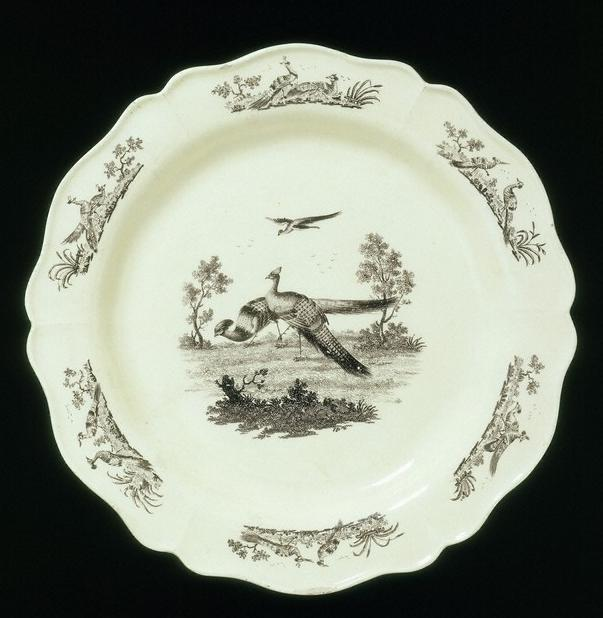
Prato de louça creamware

### Fabricantes
Havia aproximadamente 130 olarias ao norte de  Staffordshire durante a década de 1750,  aumentando para cerca de 150 em 1763.
A atribuição da confecção das peças a empresas específicas sempre foi difícil porque praticamente nenhuma louça creamware tinha os dados do fabricante antes de Josiah Wedgwood começar a produzir esse tipo de louça em Burslem. Na época, os fabricantes frequentemente forneciam mercadorias uns aos outros para complementar os estoques e as ideias eram frequentemente partilhadas ou copiadas.
Colecionadores, negociantes e curadores, mesmo realizando um grande esforço para conseguir atribuir peças a fábricas específicas, não conseguiram precisar a origem delas.  Escavações arqueológicas de sítios de cerâmica em Staffordshire e em outros lugares ajudaram a fornecer uma tipologia que permitiu algum progresso na atribuição de origem das peças. 

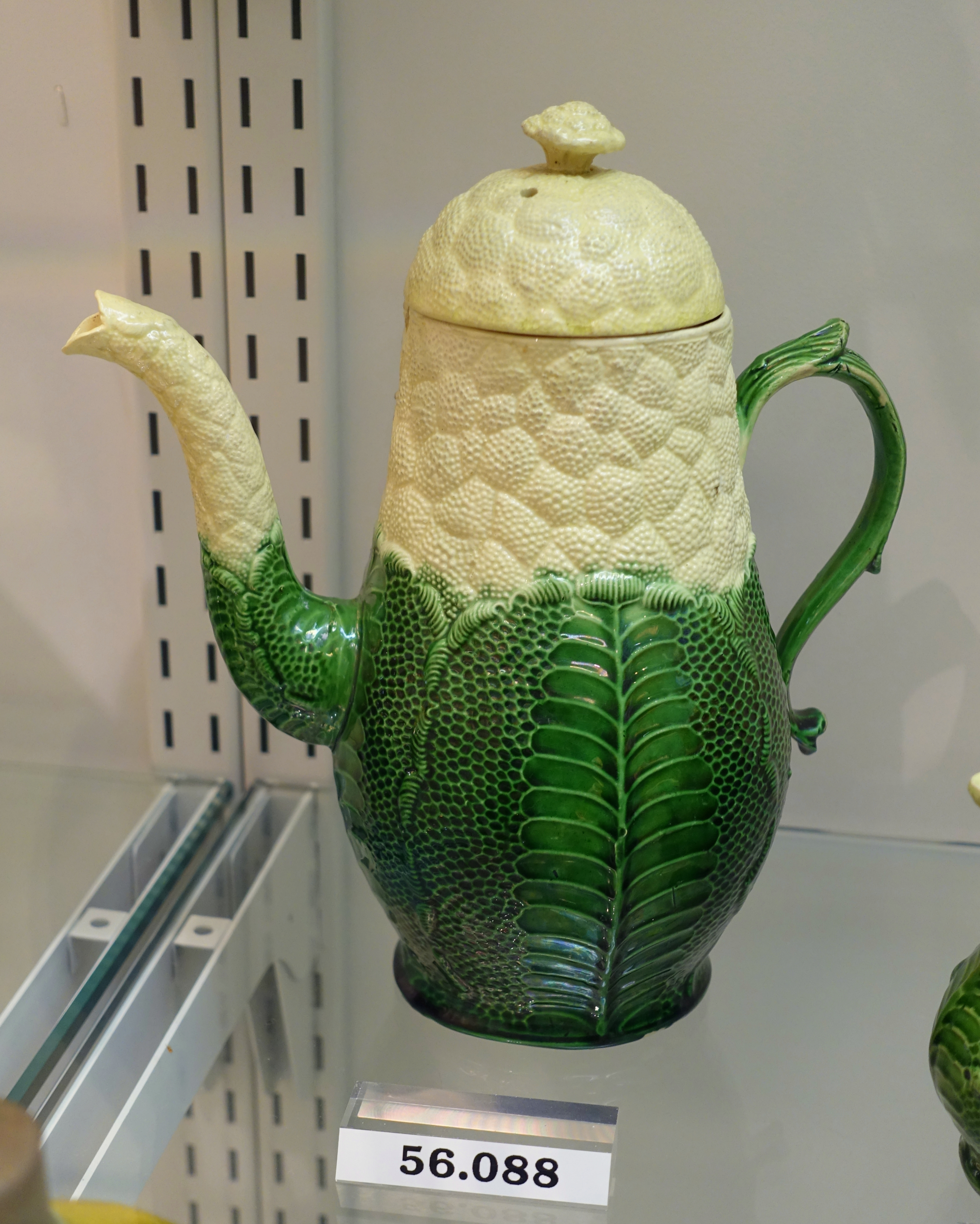
Bule de café, atribuído a William Greatbatch, creamware com esmalte verde

### Materiais
A creamware é feita de argila branca de Dorset e de Devonshire combinadas com uma quantidade de sílex calcinada. Esta combinação de elementos é o mesmo usado para grés esmaltado com sal, mas é queimado a uma temperatura mais baixa (cerca de 800 ° C em oposição a 1.100 a 1.200 ° C) e vitrificado com chumbo para formar uma faiança de cor creme As argilas brancas garantiam um corpo fino ao objeto e a adição de sílex melhorava sua resistência ao choque térmico durante a queima, enquanto o sílex adicionado ao esmalte ajudava a evitar fissuras.

### Formas
Durante a parceria entre Thomas Whieldon e Josiah Wedgwood, que durou de 1754 a 1759, foi desenvolvida  creamware moldada em uma grande variedade de formas, especialmente em colaboração com William Greatbatch, que produziu peças em cerâmica inspiradas em couve-flor, abacaxi, cesta de frutas entre outros elementos. Havia liberdade criativa considerável na composição das formas da louça e o uso de moldes para a sua fabricação permitia incorporar complexidade nas peças ao mesmo tempo que facilitava a produção em massa. Vários tipos de creamware usavam moldes produzidos originalmente para os produtos em grés esmaltado com sal. Combinada com técnicas decorativas cada vez mais sofisticadas, a creamware rapidamente se estabeleceu como a louça preferida para a mesa de jantar das classes média e alta.

### Decoração

#### Chumbo em pó
O processo inicial de usar chumbo em pó produziu um esmalte brilhante e transparente de uma rica cor creme. Pequenos motivos estampados semelhantes aos usados na época em louças de esmalte e redware às vezes eram aplicados às louças creamware para decoração. Cristais secos de óxidos metálicos, como cobre, ferro e manganês, eram então polvilhados sobre os utensílios para formar manchas de decoração coloridas durante o cozimento.

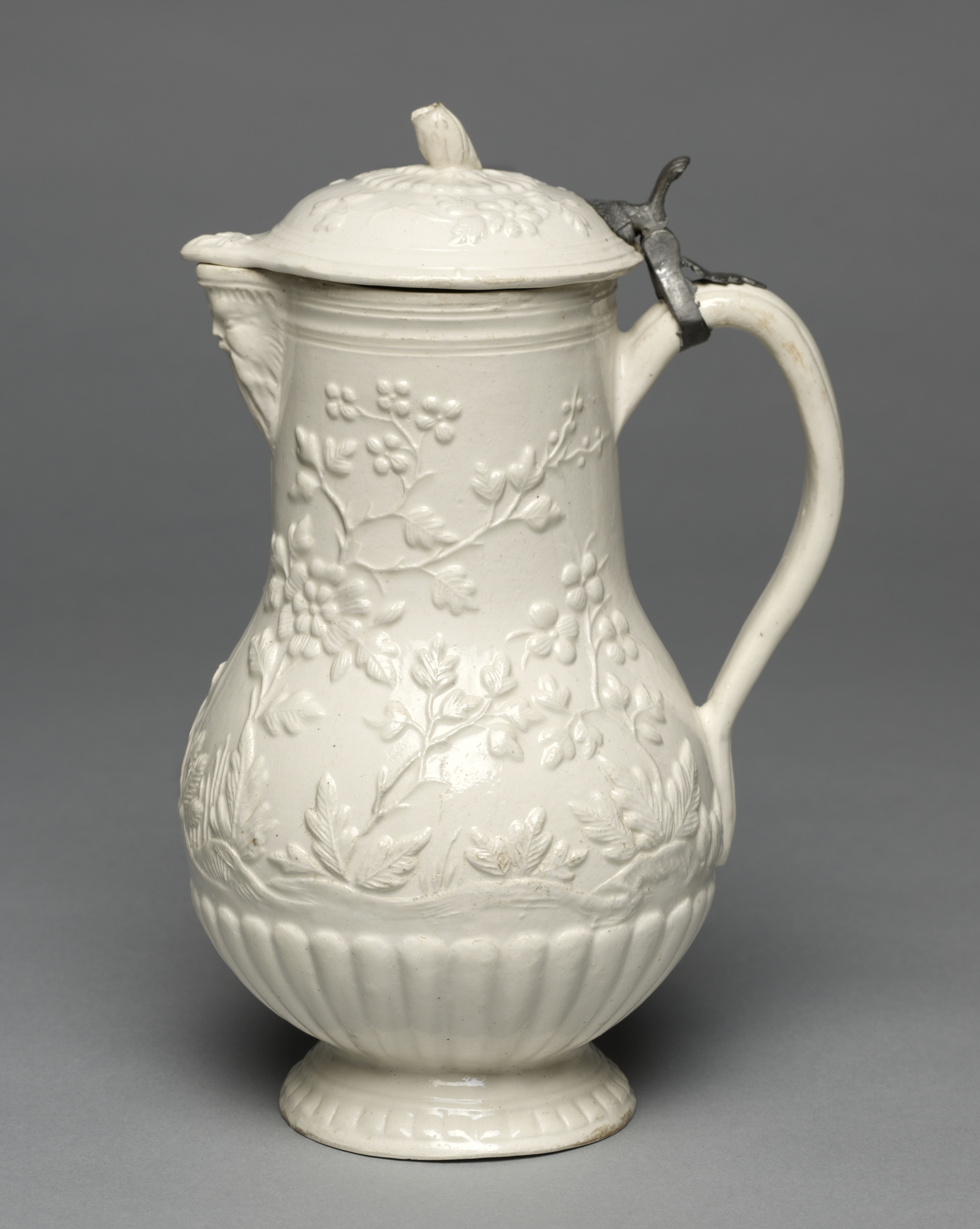
Jarra, c. 1765, produzida pela Pont-aux-Choux, empresa perto de Paris, uma das primeiros e melhores fabricantes francesas de faïence fine, como era conhecida a creamware.

#### Método tortoiseshell
Incluir chumbo em pó no processo de fabricação da creamware levou ao desenvolvimento do método tortoiseshell e outros métodos que usavam esmalte fluidos coloridos. No método tortoiseshell em particular, manchas coloridas eram incluídas na louça com uma esponja ou pintadas na superfície do biscuit antes da aplicação do esmalte transparente e da queima da cerâmica.

#### Impressão por transferência
A técnica de impressão por transferência na cerâmica foi desenvolvida na década de 1750. A impressão por transferência era altamente especializada e geralmente terceirizada no início do século XVIII. Sadler & Green, de Liverpool, faziam esse serviço exclusivamente para Josiah Wedgwood em 1763, por exemplo.  

#### Esmaltagem
Por volta de 1760, a louça creamware era frequentemente esmaltada para decoração, usando uma técnica antiga adotada na indústria da porcelana. Primeiramente pintava-se sobre o vidrado da louça com pigmentos feitos de vidro colorido em pó fino e depois queimava-se novamente para fundir o esmalte na louça. As cores variadas do esmalte não se fundiam nas peças na mesma temperatura, então várias queimas geralmente eram necessárias, o que aumentava o custo de produção da creamware. 

## Pearlware
A pearlware é um tipo de cerâmica que teve um expressivo aumento de produção por volta de 1779. Pearlware é diferente de creamware por ter um esmalte tingido de azul produzido pelo uso de cobalto e o corpo da peça é também um pouco diferente a fim de produzir uma louça de aparência ligeiramente acinzentada. Pearlware foi desenvolvida para atender a demanda por substitutos para a porcelana chinesa entre a crescente classe média da época. Por volta de 1808, uma versão mais branca de creamware (conhecida como White Ware) foi introduzida para atender às mudanças na demanda do mercado.

## Link externo
- Creamware no Victoria and Albert Museum